# Peter Vilho
Peter Hafeni Vilho (* 2. Februar 1962 in Windhoek, Südwestafrika) ist ein namibischer Militär und seit 1977 Mitglied der SWAPO. Er war vom 23. März 2020 bis zum 6. April 2021 Verteidigungs- und Veteranenminister. Vilho ist seit 2007 Konteradmiral und war von 2004 bis zum 29. September 2017 Oberbefehlshaber der namibischen Marine.

## Militärlaufbahn
Vilho begann seine militärische Laufbahn 1981 im namibischen Befreiungskampf bei der People’s Liberation Army of Namibia (PLAN). Nach der Unabhängigkeit 1990 besuchte er verschiedene militärische Ausbildungseinrichtungen in Namibia und den USA, in den 2000er Jahren auch in Brasilien und den Niederlanden.

### Orden und Auszeichnungen
- Order of the Eagle 3. Klasse – Namibia
- Namibian Defence Force
  - Commendation Medal 1. Klasse
  - Ten Year Service Medal
- Namibische Marine
  - Southern Cross Medal
  - Navy Pioneers Medal
  - Navy Cross Medal
  - Gold Star Medal
  - Sacharia Medal
  - Achievement Medal
  - Ten Year Service
  - 750 Days Sea Service Medal
- Order of Naval Merit (Grand Officer) Medal – Brasilien
- Medal of Merit “Tamandare” – Brasilien

## Rassistische Äußerungen
Vilho sorgte mit rassistischen Äußerungen gegen Weiße im August 2020 für Aufregung in der namibischen Gesellschaft. Die Aussagen wurden unter anderem vom oppositionellen Landless People’s Movement scharf verurteilt. Im April 2021 erklärte er auf Wunsch von Staatspräsident Hage Geingob seinen Rücktritt, da er mit Bankkonten in Hongkong in Verbindung gebracht wurde. Zwei Tage später schloss Geingob ihn zudem aus der Nationalversammlung aus.